# The Dalles
The Dalles – miasto (city), ośrodek administracyjny hrabstwa Wasco, w północnej części stanu Oregon, w Stanach Zjednoczonych, położone na południowym brzegu rzeki Kolumbia, naprzeciw Dallesport w stanie Waszyngton. W 2010 roku miasto liczyło 13 620 mieszkańców.
Obszar ten zamieszkany był od co najmniej 8000 r. p.n.e. (jeden z najdłużej zamieszkanych w Ameryce Północnej). W 1805 roku dotarła tu ekspedycja Lewisa i Clarka. Francuscy handlarze futer nadali temu miejscu nazwę les dalles („kamienne płyty”) od bazaltowych skał wyściełających dno rzeki, skąd wywodzi się nazwa późniejszego miasta.
W 1838 roku założona została tu placówka handlowa i misja metodystyczna. W latach 40. i 50. XX wieku zbudowane zostały forty Fort Lee i Fort Dalles. Miasto, stanowiące przystanek końcowy na szlaku oregońskim, oficjalnie założone zostało w 1857 roku. Rozwojowi miejscowości sprzyjała gorączka złota lat 60. XIX wieku.
W 1960 roku na wschód od miasta, na rzece Kolumbia zbudowana została zapora The Dalles Dam.